# Акбар, Шаад
Шаад Акбар Хан Бабракзай или Саид Акбар Хан (урду سعد اکبر ببرک‎; 1921/1922 — 17 октября 1951) — афганец из пуштунского племени Задран (клан Бабракзай), убивший премьер-министра Пакистана Лиакат Али Хана. 16 октября 1951 года в парке города Равалпинди он двумя выстрелами в грудь застрелил Лиакат Али Хана и был убит на месте охраной. После его смерти мотивы и заказчики убийства Лиаката Али Хана раскрыты не были.

## Личная жизнь
Саид Акбар родился в 1921 или 1922 году в Хосте, Афганистан. Один из сыновей Бабрак Хана, вождя племени Задран. Когда его отец умер, брат Саида, Мазрак, стал новым вождем. Мазрак будет сражаться против афганского правительства во время восстания афганских племен 1944—1947 годов в поддержку реставрации короля Амануллы хана. Саид был второстепенным лидером в этих восстаниях, сражаясь за Мазрака.
У Саида было два сына , в том числе Дилавар Хан . Его женой была Мусаммат Малмал Биби.

## Убийство Лиаката Али Хана
16 октября 1951 года во время публичного собрания Саид Акбар Хан дважды выстрелил в Лиаката в парке в Равалпинди, Пакистан. Спустя несколько секунд полицейский застрелил убийцу. Лиаквата срочно доставили в больницу, где он скончался.
Мотивы убийства Лиаката Али Хана Саидом Акбаром остаются неясными, поскольку он был застрелен на месте.
Тем не менее, существует множество теорий заговора относительно убийства Лиаката Али Хана, которые утверждают, что Лиакат был убит по приказу иностранных держав. Некоторые говорят, что это была реакция Советского Союза на его антикоммунистическую и прозападную политику, в то время как другие обвиняют США в заказе убийства из-за предполагаемого отказа Хана от сотрудничества по иранскому вопросу и предполагаемого требования к США освободить свои авиабазы в Пакистане.
Однако афганское правительство отрицает какую-либо роль в убийстве Лиаката, а также отрицает действия Саида Акбара Бабракзая.